# Sebastian Ylvenius
Linus Sebastian Seyd Ylvenius, född 16 oktober 1977 i Saltsjö-Boo är en svensk skådespelare. 

## Biografi
Ylvenius studerade vid Teaterhögskolan i Göteborg 1999-2003. Han har efter det arbetat på bl.a. Stockholms stadsteater, Sörmlands musik & teater och Bohusläns Teater. 2008 skrev han manus till filmen Res dej inte tillsammans med Erik Bolin och Richard Jarnhed. Filmen visades på Göteborgs filmfestival och på SVT. 
Han är även lågprisaffären Lidls ansikte utåt i reklamer.

## Filmografi
- 1995 – Tag ditt liv
- 1996 – Drömprinsen - Filmen om Em
- 1997 – Välkommen till festen
- 2003 – Flamingo
- 2003 – Kommissarie Winter (TV-serie)
- 2004 – Fröken Sverige (film)
- 2007 – Beck – Gamen
- 2008 – Misses lista
- 2008 – 183 dagar (TV-serie)
- 2008 – Habib (TV-serie)
- 2009 – Någonstans i livet (TV-serie) (2 säsonger)
- 2010 – Res dej inte (skrev också manus)
- 2010 – Starke man (TV-serie)
- 2012 – Högklackat (TV-serie)
- 2012 – Djur jag dödade förra sommaren[2]

## Teater

### Roller (ej komplett)
| År   | Roll                          | Produktion                                 | Regi              | Teater                 |
| ---- | ----------------------------- | ------------------------------------------ | ----------------- | ---------------------- |
| 2001 | Kollega m.fl                  | En dåres anteckningar Nikolaj Gogol        | Petra Berg-Holbek | Stockholms stadsteater |
| 2001 | Pablo Sekreterare 2 SS-mannen | Natt klockan tolv på dagen Sidney Kingsley | Georg Malvius     | Stockholms stadsteater |
| 2006 |                               | Ros mellan tänderna Christian Augrell      | Malin Stenberg    | Bohusläns teater       |

### Fotnoter
1. ↑  ”Arkiverade kopian”. Arkiverad från originalet den 19 augusti 2010. https://web.archive.org/web/20100819154443/http://resdejinte.se/#. Läst 3 april 2011.
2. ↑  ”Arkiverade kopian”. Arkiverad från originalet den 3 december 2013. https://web.archive.org/web/20131203003255/http://www.stockholmfilmfestival.se/sv/festival/2012/film/djur_jag_dodade_forra_sommaren. Läst 31 oktober 2012.
3. ↑  Natt klockan tolv på dagen, programblad